# Primera División femenina de waterpolo 2022-23
La temporada 2022-23 de la Primera División femenina de waterpolo fue disputada por dieciséis equipos de España. La competición fue organizada por la Real Federación Española de Natación. Los equipos se dividen primero en dos grupos: A y B según el resultado de la temporada anterior, y los cuatro primeros de cada grupo se clasifican al grupo C y el resto, al grupo D. Finalmente, el ganador se determina mediante una final a cuatro entre los primeros clasificados del grupo C. 
El ganador asciende a la División de Honor y los dos últimos clasificados descienen a segunda división. El ganador y, por tanto, el equipo que ascendió a División de honor, fue el Real Canoe Natación Club.

## Equipos
| Equipo                                         | Ciudad                  |
| Grupo A                                        | Grupo A                 |
| ---------------------------------------------- | ----------------------- |
| Geodesic Real Canoel N.C.                      | Madrid                  |
| Unió Esportiva Horta                           | Barcelona               |
| Leioa Waterpolo                                | Lejona                  |
| AE Santa Eulalia                               | Hospitalet de Llobregat |
| Club Natación Ciudad de Alcorcón               | Alcorcón                |
| Mallorca Waterpolo Club                        | Palma de Mallorca       |
| Waterpolo Marbella                             | Marbella                |
| Club Waterpolo Pontevedra                      | Pontevedra              |
| Grupo B                                        |                         |
| Agrupación Recreativa Concepción Ciudad Lineal | Madrid                  |
| Club Deportivo Waterpolo 98 02                 | Pamplona                |
| Club Natació Molins de Rei Sintagmia           | Molins de Rey           |
| Club Waterpolo Dos Hermanas                    | Dos Hermanas            |
| Colegio Brains                                 | Madrid                  |
| Club Natación Cuatro Caminos                   | Madrid                  |
| Club Waterpolo Elche                           | Elche                   |
| Club Natació Vallirana                         | Vallirana               |

## Clasificación

### Fase 1

#### Grupo A
|                                                                   | Equipo                           | Puntos | J  | G  | P  | GF  | GC  | DG  |
| ----------------------------------------------------------------- | -------------------------------- | ------ | -- | -- | -- | --- | --- | --- |
| 1                                                                 | Real Canoel NC                   | 27     | 14 | 13 | 1  | 225 | 98  | 127 |
| 2                                                                 | Unió Esportiva Horta             | 25     | 14 | 11 | 3  | 183 | 110 | 73  |
| 3                                                                 | Club Waterpolo Pontevedra        | 23     | 14 | 9  | 5  | 144 | 142 | 2   |
| 4                                                                 | Leioa Waterpolo                  | 22     | 14 | 8  | 6  | 159 | 158 | 1   |
| 5                                                                 | AE Santa Eulalia                 | 20     | 14 | 6  | 8  | 146 | 165 | -19 |
| 6                                                                 | Club Natación Ciudad de Alcorcón | 20     | 14 | 6  | 8  | 137 | 150 | -13 |
| 7                                                                 | Mallorca Waterpolo Club          | 16     | 14 | 2  | 12 | 126 | 215 | -89 |
| 8                                                                 | Waterpolo Marbella               | 15     | 14 | 1  | 13 | 114 | 196 | -82 |
| Fuente: Federación Española de Natación; actualización automática |                                  |        |    |    |    |     |     |     |

### Grupo B
|                                                                   | Equipo                      | Puntos | J  | G  | P  | GF  | GC  | DG  |
| ----------------------------------------------------------------- | --------------------------- | ------ | -- | -- | -- | --- | --- | --- |
| 1                                                                 | CDW Iruña 98 02             | 25     | 14 | 11 | 3  | 172 | 136 | 36  |
| 2                                                                 | CN Molins de Rei            | 24     | 14 | 10 | 4  | 147 | 131 | 16  |
| 3                                                                 | AR Concepción Ciudad Lineal | 24     | 14 | 10 | 4  | 154 | 132 | 22  |
| 4                                                                 | Club Natació Vallirana      | 22     | 14 | 8  | 6  | 150 | 134 | 16  |
| 5                                                                 | CW Dos Hermanas             | 21     | 14 | 7  | 7  | 160 | 165 | -5  |
| 6                                                                 | CN Cuatro Caminos           | 18     | 14 | 4  | 10 | 126 | 139 | -13 |
| 7                                                                 | Colegio Brains              | 17     | 14 | 3  | 11 | 136 | 160 | -24 |
| 8                                                                 | Mallorca WC                 | 17     | 14 | 3  | 11 | 122 | 170 | -48 |
| Fuente: Federación Española de Natación; actualización automática |                             |        |    |    |    |     |     |     |

### Fase 2

#### Grupo C
|                                                                   | Equipo                      | Puntos | J  | G  | P | GF | GC  | DG  |
| ----------------------------------------------------------------- | --------------------------- | ------ | -- | -- | - | -- | --- | --- |
| 1                                                                 | Real Canoel NC              | 27     | 14 | 13 | 0 | 1  | 172 | 104 |
| 2                                                                 | CDW Iruña 98 02             | 24     | 14 | 10 | 0 | 4  | 175 | 151 |
| 3                                                                 | Unió Esportiva Horta        | 22     | 14 | 8  | 0 | 6  | 169 | 150 |
| 4                                                                 | CN Molins de Rei            | 20     | 14 | 6  | 0 | 8  | 143 | 146 |
| 5                                                                 | Leioa Waterpolo             | 20     | 14 | 6  | 0 | 8  | 144 | 173 |
| 6                                                                 | Club Natació Vallirana      | 20     | 14 | 6  | 0 | 8  | 128 | 134 |
| 7                                                                 | AR Concepción Ciudad Lineal | 18     | 14 | 4  | 0 | 10 | 128 | 154 |
| 8                                                                 | Club Waterpolo Pontevedra   | 17     | 14 | 3  | 0 | 11 | 137 | 184 |
| Fuente: Federación Española de Natación; actualización automática |                             |        |    |    |   |    |     |     |

#### Grupo D
|                                                                   | Equipo                           | Puntos | J  | G  | P | GF | GC  | DG  |
| ----------------------------------------------------------------- | -------------------------------- | ------ | -- | -- | - | -- | --- | --- |
| 1                                                                 | CW Dos Hermanas                  | 25     | 14 | 11 | 0 | 3  | 163 | 147 |
| 2                                                                 | CN Cuatro Caminos                | 24     | 14 | 10 | 0 | 4  | 153 | 103 |
| 3                                                                 | AE Santa Eulalia                 | 23     | 14 | 9  | 0 | 5  | 167 | 147 |
| 4                                                                 | Colegio Brains                   | 23     | 14 | 9  | 0 | 5  | 157 | 140 |
| 5                                                                 | Club Natación Ciudad de Alcorcón | 20     | 14 | 6  | 0 | 8  | 154 | 156 |
| 6                                                                 | Mallorca WC                      | 20     | 14 | 6  | 0 | 8  | 156 | 167 |
| 7                                                                 | Mallorca Waterpolo Club          | 18     | 14 | 4  | 0 | 10 | 161 | 191 |
| 8                                                                 | Waterpolo Marbella               | 15     | 14 | 1  | 0 | 13 | 116 | 176 |
| Fuente: Federación Española de Natación; actualización automática |                                  |        |    |    |   |    |     |     |

### Fase 3
|  | Semifinales | Semifinales          | Semifinales     | Semifinales     |   |                | Final          | Final | Final | Final |  |
|  |             |                      |                 |                 |   |                |                |       |       |       |  |
|  |             |                      |                 |                 |   |                |                |       |       |       |  |
|  | 1º          | Real Canoel NC       | 13              | 15              |   |                |                |       |       |       |  |
|  | 1º          | Real Canoel NC       | 13              | 15              |   |                |                |       |       |       |  |
|  | 4º          | CN Molins de Rei     | 2               | 7               |   |                |                |       |       |       |  |
|  | 4º          | CN Molins de Rei     | 2               | 7               |   | Real Canoel NC | Real Canoel NC | 13    | 11    |       |  |
|  |             |                      |                 |                 |   | Real Canoel NC | Real Canoel NC | 13    | 11    |       |  |
|  |             |                      | CDW Iruña 98 02 | CDW Iruña 98 02 | 9 | 7              |                |       |       |       |  |
|  | 2º          | CDW Iruña 98 02      | CDW Iruña 98 02 | CDW Iruña 98 02 | 9 | 7              | 13             | 14    |       |       |  |
|  | 2º          | CDW Iruña 98 02      |                 |                 |   |                | 13             | 14    |       |       |  |
|  | 3º          | Unió Esportiva Horta | 11              | 11              |   |                |                |       |       |       |  |
|  | 3º          | Unió Esportiva Horta | 11              | 11              |   |                |                |       |       |       |  |
|  |             |                      |                 |                 |   |                |                |       |       |       |  |